# Стантон (Мичиген)
Стантон (Мичиген) (енгл. Stanton) град је у америчкој савезној држави Мичиген. По попису становништва из 2010. у њему је живело 1.417 становника.

## Демографија
Према попису становништва из 2010. у граду је живело 1.417 становника, што је 87 (5,8%) становника мање него 2000. године.
| Група             | 2000.         | 2010.         |
| Белци             | 1.401 (93,2%) | 1.277 (90,1%) |
| Афроамериканци    | 3 (0,2%)      | 26 (1,8%)     |
| Азијати           | 4 (0,3%)      | 3 (0,2%)      |
| Хиспаноамериканци | 73 (4,9%)     | 83 (5,9%)     |
| Укупно            | 1.504         | 1.417         |